# Uzein
Uzein – miejscowość i gmina we Francji, w regionie Nowa Akwitania, w departamencie Pireneje Atlantyckie.
Według danych na rok 1990 gminę zamieszkiwało 739 osób, a gęstość zaludnienia wynosiła 46 osób/km² (wśród 2290 gmin Akwitanii Uzein plasuje się na 552. miejscu pod względem liczby ludności, natomiast pod względem powierzchni na miejscu 700.).